# Gabriele Barbaro
Gabriele Barbaro (Treviso, 17 marzo 1950) è un dirigente sportivo ed ex mezzofondista italiano.

## Biografia
Ha iniziato a correre nel 1965 grazie ai consigli del suo insegnante di educazione fisica prof. Idda che è diventato poi il suo allenatore. Al primo anno allievi correva i 1000m in 2'38 e i 2000m in 5'43, mettendosi subito in luce nelle categorie giovanili sia a livello regionale, sia a livello nazionale vincendo i campionati italiani juniores nei 10000m e arrivando 3º alla classifica Cinque Mulini vinta dall'inglese Beadford. Nel 1969 dal Gruppo atletico Treviso passa alle Fiamme Oro di Padova a svolgere il servizio militare e potersi dedicare meglio e in modo più sistematico all'allenamento. Rimane nel gruppo sportivo di Padova fino al 1973 dove si laureò in statistica, prima di approdare nel 1974 alla Pro Patria Milano dove concluse anzitempo causa problemi fisici la sua carriera nel 1980.
Una volta smesso l'agonismo diventa prima allenatore e tecnico specialista di mezzofondo e fondo e poi direttore tecnico del settore giovanile della Pro Patria. Ha vestito la maglia azzurra per 15 volte vincendo diversi incontri internazionali nei 5000m e nei 10000m avendo come compagni di squadra atleti come Franco Arese, Giuseppe Ardizzone, Franco Fava, Sara Simeoni e Pietro Mennea. Oltre alla corsa su pista e su strada la sua grande passione è stata la corsa campestre, specialità che lo ha permesso di partecipare tre volte al Cross delle nazioni, centrando un 22º posto (primo fra gli italiani) a Cambridge.
Arrivò alla maratona quasi per caso. Infatti con il suo allenatore in Pro Patria, Giorgio Rondelli a gennaio del 1976 avevano programmato un test sull'enorme lavoro aerobico fatto durante la preparazione invernale. Scelsero la maratona di Monza e fu un trionfo perché senza una preparazione specifica e alla prima gara su questa specialità, vinse in 2h15'55, tempo molto significativo per allora, battendo il favorito Massimo Magnani. I suoi primati personali sono: 3'52 nei 1500m, 8'05 nei 3000m indoor, 13'56 nei 5000m, 29'02 nei 10000m e 2h15'55 nella maratona.

## Campionati nazionali
1970
- 6º ai campionati italiani assoluti, 10000 m - 30'46"4

1971
- 4º ai campionati italiani assoluti, 5000 m - 14'45"4

1972
- Bronzo ai campionati italiani assoluti, 10000 m - 29'31"4
- 6º ai campionati italiani assoluti indoor, 3000 m - 8'07"6
- Bronzo ai campionati italiani di corsa campestre - 29'39"

1974
- 11º ai campionati italiani assoluti, 10000 m - 31'08"66

1975
- 4º ai campionati italiani assoluti, 5000 m - 14'05"8

1977
- 5º ai campionati italiani assoluti, 10000 m - 29'02"4

## Altre competizioni internazionali
1972
- 8° al Giro al Sas ( Trento), 12 km - 39'23"
- 4° al Campaccio ( San Giorgio su Legnano) - 43'54"

1973
- 10° alla Cinque Mulini ( San Vittore Olona) - 32'16"
- 9° al Campaccio ( San Giorgio su Legnano) - 41'03"

1975
- Oro al Giro podistico internazionale di Pettinengo ( Pettinengo), 13 km - 38'41"
- 5° al Cross di Volpiano ( Volpiano) - 36'22"

1976
- Oro alla Maratona di Monza ( Monza) - 2h15'55"

1978
- 15° alla Stramilano ( Milano)